# Hemipenthes proferens
Hemipenthes proferens är en tvåvingeart som först beskrevs av Walker 1859.  Hemipenthes proferens ingår i släktet Hemipenthes och familjen svävflugor. Inga underarter finns listade i Catalogue of Life.